# Club Atlético Boca Juniors 1906
Questa voce raccoglie le informazioni riguardanti il Boca Juniors nelle competizioni della stagione 1906.

## Stagione
Il Boca Juniors, dopo la pessima esperienza della stagione precedente nella Copa Villa Lobos, decise di iscriversi in un'altra lega calcistica indipendente, la Liga Central de Football. Il torneo venne proprio vinto dal Boca Juniors: è il primo successo di una storia ricchissima di trofei, ottenuta grazie a 15 vittorie e 3 pareggi in 18 partite. Il trofeo però non si trova attualmente nella sede del club a Buenos Aires, dato che è stato rubato.

## Maglie e sponsor
La maglia cambia leggermente rispetto alla stagione 1905, con una divisa bianca con sottili righe azzurre.
| 1ª divisa |

## Rosa
| N. |                      | Ruolo | Calciatore           |
| -- | -------------------- | ----- | -------------------- |
|    | Uruguay (bandiera)   | D     | Luis Cerezo          |
|    | Argentina (bandiera) | P     | Juan De Los Santos   |
|    | Argentina (bandiera) | P/D/A | José Farenga         |
|    | Argentina (bandiera) | C/A   | Juan Antonio Farenga |
|    | Argentina (bandiera) | A     | Pedro Moltedo        |
|    | Argentina (bandiera) | C     | Alberto Penney       |
|    | Argentina (bandiera) | A     | Arturo Penney        |

| N. |                      | Ruolo | Calciatore        |
| -- | -------------------- | ----- | ----------------- |
|    | Argentina (bandiera) | C     | Guillermo Ryan    |
|    | Argentina (bandiera) | C     | Marcelino Vergara |
|    | Argentina (bandiera) | P/D   | Ramón D. Ferreiro |
|    | Argentina (bandiera) | A     | Germán Grande     |
|    | Argentina (bandiera) | C     | Juan Priano       |
|    | Argentina (bandiera) | A     | E. Rodríguez      |

## Calciomercato

### Operazioni esterne alle sessioni
| Acquisti         | Acquisti           | Acquisti         | Acquisti         |
| Altre operazioni | Altre operazioni   | Altre operazioni | Altre operazioni |
| R.               | Nome               | da               | Modalità         |
| ---------------- | ------------------ | ---------------- | ---------------- |
| P                | Juan De Los Santos | -                | -                |
| C                | Alberto Penney     | -                | -                |
| C                | Guillermo Ryan     | -                | -                |
| C                | Juan Priano        | -                | -                |
| A                | Arturo Penney      | -                | -                |
| A                | Germán Grande      | -                | -                |

| Cessioni         | Cessioni           | Cessioni         | Cessioni         |
| Altre operazioni | Altre operazioni   | Altre operazioni | Altre operazioni |
| R.               | Nome               | a                | Modalità         |
| ---------------- | ------------------ | ---------------- | ---------------- |
| P/D              | Esteban Baglietto  | -                | -                |
| P/D              | Agustín Gelsi      | -                | -                |
| P/D              | Martín González    | -                | -                |
| P/D              | Miguel Mullen      | -                | -                |
| P/A              | Alberto Talent     | -                | -                |
| D                | E. Tallent         | -                | -                |
| C                | Benito Tyler       | -                | -                |
| C                | Antonio Bernasconi | -                | -                |
| C                | Luis De Harenne    | -                | -                |
| C                | Juan Dodero        | -                | -                |
| C                | Vicente Oñate      | -                | -                |
| C                | Teófilo Salgueiro  | -                | -                |
| D                | Santiago Sana      | -                | -                |
| A                | G. Carranza        | -                | -                |
| A                | J. Ibarra          | -                | -                |
| A                | L. Mendoza         | -                | -                |
| A                | J. Pujol           | -                | -                |
| A                | Alfredo Scarpati   | -                | -                |